# کندروپاتی
کندروپاتی (انگلیسی: Chondropathy) یک نام عمومی برای بیماری‌های غضروف در پزشکی است. برای ارائه یک تعریف تقریبی، کندروپاتی به معنای بیماری غضروف است. این عبارت معمولاً به ۵ درجه تقسیم می‌شود که ۰-۲ به عنوان طبیعی و ۳-۴ بیمار تعریف می‌شود.